# 5β-Dihidrotestosteron
5β-Dihidrotestosteron (5β-DHT), takođe poznat 5β-androstan-17β-ol-3-on ili kao etioholan-17β-ol-3-on, je etioholanski (5β-androstan) steroid kao i neaktivni metabolit testosterona koji formira 5β-reduktaza u jetri i koštanoj srži i kao intermedijer pri formiranju 3α,5β-androstandiola i 3β,5β-androstandiola (posredstvom 3α- i 3β-hidroksisteroidne dehidrogenaze) i, iz njih, respektivno, etioholanolon i epietioholanolon (posredstvom 17β-hidroksisteroidne dehidrogenaze).